# مولکول ماه
مولکول ماه (به انگلیسی: The Molecule of the Month) وب‌سایتی است که در سال ۱۹۹۶ توسط هنری رزپا از امپریال کالج لندن، کارل هریسون از دانشگاه آکسفورد و پاول می از دانشگاه بریستول راه اندازی شد. از ژانویه ۱۹۹۶ هر ماه یک مولکول جدید به لیست این صفحه اضافه می‌شود. این پیوستگی سبب شده که این وب‌سایت یکی از قدیمی‌ترین وب‌سایت‌های معرفی مولکول‌ها باشد.

## تأثیر بر جامعه شیمی
پس از راه‌اندازی وب‌سایت، وب‌سایت‌های مشابهی مانند یکی در دانشگاه مشترک المنافع ویرجینیا راه‌اندازی شدند اما به تدریج بسیاری از این وب‌سایت‌ها کنار رفتند. امروزه انجمن شیمی آمریکا صفحه‌ای با نام مولکول هفته دارد.